# Sunray (Oklahoma)
Sunray (também conhecida como Beckett) é uma comunidade pequena no Condado de Stephens, Oklahoma. 